# تپه قلعه قرخ قز
تپه قلعه قرخ قز مربوط به سدهٔ ۶ و ۷ ه.ق است و در شهرستان زنجان، روستای سعیدکندی واقع شده و این اثر در تاریخ ۱۱ مهر ۱۳۵۶ با شمارهٔ ثبت ۱۴۵۰ به‌عنوان یکی از آثار ملی ایران به ثبت رسیده است.